# Hugo von Klobus
Hugo svobodný pán von Klobus (německy Hugo Freiherr von Klobus) (14. února 1840 Brno – 17. listopadu 1906 Vídeň) byl rakousko-uherský generál. Pocházel z Brna a v armádě sloužil od roku 1855, zúčastnil se několika válečných tažení a později vystřídal službu u různých posádek v celé monarchii. V letech 1899–1902 byl velitelem pevnosti Josefov (9. armádní sbor) a nakonec zastával post zemského velitele v Chorvatském království (13. armádní sbor, 1902–1905). V c. k. armádě dosáhl druhé nejvyšší hodnosti polního zbrojmistra (1901) a při odchodu do výslužby získal titul barona (1905). Jeho tchánem byl významný politik Alois Pražák.

## Životopis

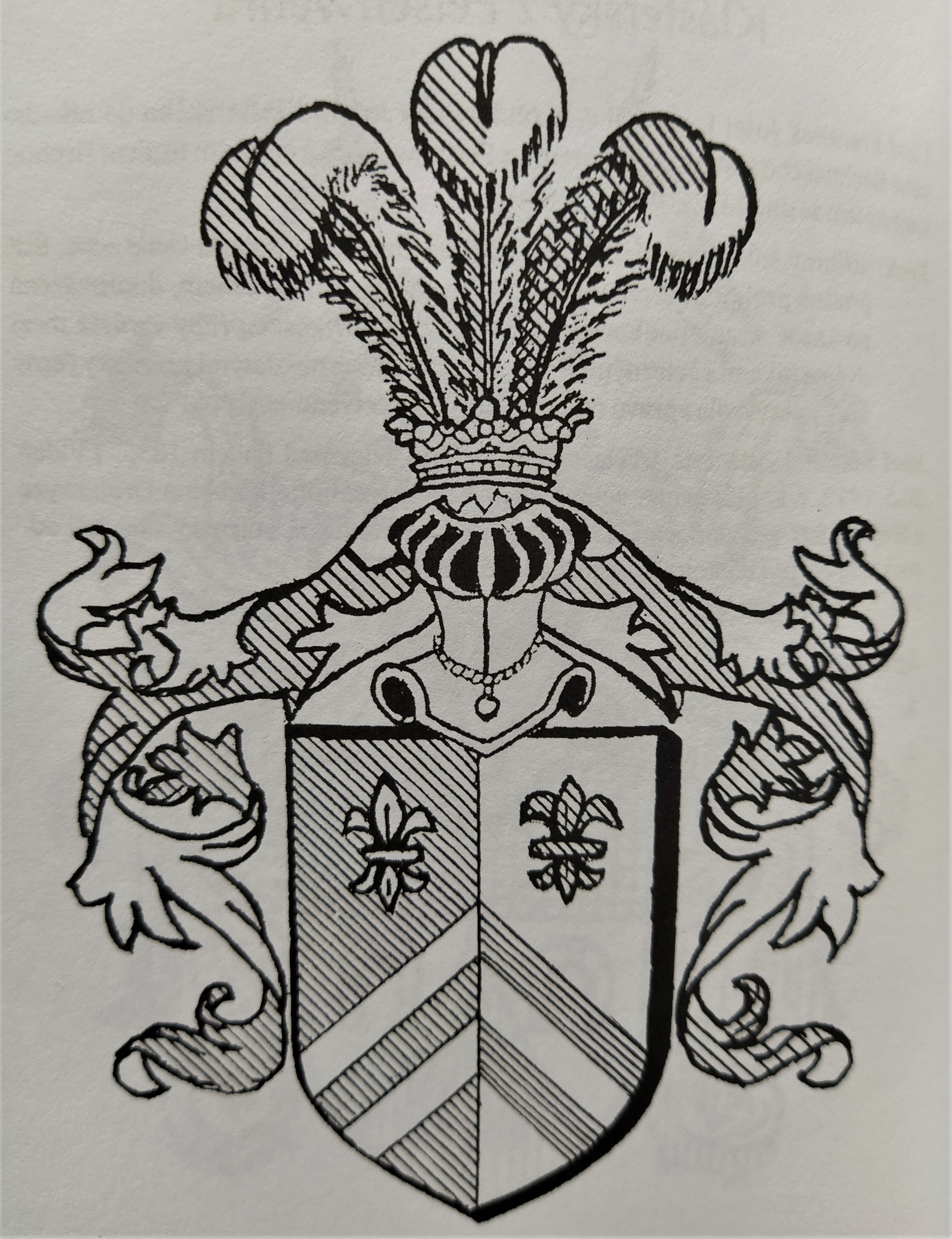
Erb rodu Klobusů

Pocházel z Brna, narodil se jako mladší syn guberniálního rady Ignáce Klobuse (17950–1883). Do armády vstoupil jako kadet v roce 1855, službu začínal u 21. pěšího pluku. Za války proti Sardinii byl již nadporučíkem u 27. pěšího pluku (1859) a poté si v letech 1861–1863 doplnil vzdělání na Válečné škole (K.u.k. Kriegschule) ve Vídni. Jako absolvent byl přidělen ke generálnímu štábu a v prusko-rakouské válce bojoval v hodnosti kapitána (1866). Poté sloužil u různých jednotek a postupoval v hodnostech (major 1877, podplukovník 1879), jako velitel 19. batalionu polních myslivců se zúčastnil okupace Bosny a Hercegoviny. V roce 1882 byl povýšen na plukovníka a stal se velitelem pěšího pluku č. 74 v Jičíně.
V roce 1888 získal hodnost generálmajora a byl velitelem 18. pěší brigády v Praze. V roce 1894 postoupil do hodnosti polního podmaršála, následně velel 27. pěší divizi v Košicích a od roku 1895 7. pěší divizi v Osijeku. V letech 1899–1902 zastával funkci velitele IX. armádního sboru v Litoměřicích, respektive velitele pevnosti Josefov. V roce 1901 dosáhl hodnosti polního zbrojmistra a nakonec byl v letech 1902–1905 velitelem XIII. armádního sboru v Záhřebu, respektive vrchním velitelem pro Chorvatské království. K datu 1. května 1905 byl na vlastní žádost penzionován a usadil se ve Vídni, kde o rok později zemřel. Vynikl mimo jiné jako odborník na kartografii a podílel se na moderním mapovém zpracování Tyrolska a Sedmihradska.

## Tituly a ocenění
Již v roce 1865 byl spolu s otcem a starším bratrem Adolfem povýšen do šlechtického stavu. Za účast ve válkách z let 1859 a 1866 obdržel Vojenský záslužný kříž a Vojenskou záslužnou medaili. Účast na okupaci Bosny a Hercegoviny mu pak vynesla Řád železné koruny III. třídy s válečnou dekorací (1878). V roce 1887 získal rytířský kříž Leopoldova řádu, později obdržel Řád železné koruny II. třídy (1898) a nakonec v roce 1902 Řád železné koruny I. třídy. Od zahraničních panovníků získal pruský Řád koruny II. třídy a srbský Řád Takova I. třídy. Jako velitel armádního sboru byl v roce 1899 jmenován c. k. tajným radou s nárokem na oslovení Excelence. Od roku 1900 byl čestným majitelem pěšího pluku č. 94 posádkově příslušného do Turnova se štábem v Terezíně. Před odchodem do penze byl v dubnu 1905 povýšen do stavu svobodných pánů, diplom byl vystaven 28. června téhož roku.

## Rodina
V roce 1874 se v Meranu oženil s Marií Pražákovou (1854–1907), dcerou významného politika Aloise Pražáka. Sňatek se odkládal několik let, protože Hugova matka v té době neuváženými finančními transakcemi rodinu Klobusů do vysokého zadlužení. Nevěstina matka Antonie Pražáková proto delší dobu odmítala na sňatek přistoupit. Manželství zůstalo bezdětné. Hugovými švagry byli ministerský rada Vladimír Pražák (1852–1927) a říšský poslanec Otakar Pražák.
Starší bratr Adolf (*1837) sloužil také v armádě a přiženil se do vlivné olomoucké rodiny Primavesi. Po Hugovi převzal v roce 1906 nárok na titul barona. Adolf a jeho potomstvo vlastnili majetek v Haliči (zámek Łodygowice a také velkostatek Výšovice na Prostějovsku.